# Eurois prolixa
Eurois prolixa là một loài bướm đêm trong họ Noctuidae.